# Río Anádyr
El río Anádyr (del ruso: Река Анадырь) es uno de los más largos y grandes de Asia, que discurre por la Siberia Oriental y desemboca en el mar de Bering formando un gran estuario, el limán del Anádyr. Tiene una longitud de 1146 km y drena una cuenca de 191 000 km².
Administrativamente, todo el río, y su cuenca, pertenecen al distrito autónomo de Chukotka de la Federación de Rusia. 

## Geografía
El río Anádyr tiene su origen en las montes Stanovói, alrededor de los 67ºN y 173ºE. Su curso sigue primero una dirección suroeste, y, después, este, antes de desembocar, a través del estuario del Anádyr, en el golfo del Anádyr, en el mar de Bering, frente a Alaska. En el estuario también desaguan el río Kanchalán (con una longitud de 426 km y una cuenca de 20.600 km²) y el río Velíkaya (556 km y 20.600 km²).
El área regada por el río es una tundra rica en especies vegetales que está muy poco poblada. La región está dominada por escarpadas montañas que componen un paisaje majestuoso. La región está cubierta de nieve nueve meses del año y los ríos helados se utilizan como caminos. Cuando las aguas están libres, la mayoría del río es navegable.
La ciudad de Anádyr, el centro administrativo del distrito de Chukotka, está situada en la desembocadura del río. 
Los principales afluentes son:
- por la margen derecha, los ríos Apple (Яблон), Yablon, Eropol (Еропол) y el Mayn (de 475 km y una cuenca de 32 800 km²);
- por la izquierda, los ríos Chineyveem (Чинейвеем) (252 km y 4400 km²), Bélaya-Yurumkuveem (487 km y 44 700 km²) y Tanyurer (482 km y 18 500 km²).

## Historia
En 1648, en una expedición para cazar morsas, Semión Dezhniov llegó a la desembocadura del río Anádyr. A partir del estuario, Dezhniov remontó el río y fundó el fuerte de Anádyrskiy (ostrog). En el siglo XVIII, el río Anádyr fue descrito por el explorador polar Dmitri Láptev.

## Ecología
Los renos, que antes eran muy numerosos, constituyen el principal recurso de la región. Sin embargo, su población ha disminuido en proporciones catastróficas debido a la reorganización y privatización de las granjas estatales en 1992, con la desaparición de grandes rebaños domésticos. La población del caribú (renos salvajes), durante el mismo período aumentó significativamente.
Hay diez especies de salmón que habitan en la cuenca hidrográfica del Anádyr. Cada año, el último domingo de abril, hay una concurso de pesca sobre las aguas heladas en las aguas del estuario del Anádyr. Este festival es conocida localmente como Korfest. 
La zona es un lugar estival para muchas aves migratorias, como el ganso de Brent, el silbón europeo, y el ánade de California.

## Hidrología
El régimen del río Anádyr es de tipo nival de llanura, como todos los ríos de Siberia. El río experimenta un fuerte aumento de sus aguas en junio, cuando la nieve se derrite. Su caudal llega a 4980 m/s en Snezjnoje. Al final del verano, el caudal del río baja a una tasa de sólo 23,3 m³/s también en Snezjnoje, al final de la temporada invernal, en abril. 
Media mensual del caudal en la estación hidrológica de Snezjnoje
(en m³/s - cuenca: 106.000 km² - Periodo de cálculo, 1958-88).